# Марино Тартаља
Марино Тартаља (Загреб, 3. август 1894 — Загреб, 21. април 1984) био је хрватски сликар и ликовни педагог, дугогодишњи професор на Академији ликовних умјетности у Загребу.

## Биографија
Тартаља је рођен у Загребу и потиче из древне сплитске аристократске породице Тартаља (итал. Tartaglia), која је настала у XII веку (1150). Основну школу и гимназију завршио је у Сплиту. Након тога, школовао се у Загребу на Градитељској стручној школи (1908—1912), а међу његовим учитељима били су познати сликари Отон Ивековић, Иван Тишов, Роберт Франгеш Михановић и Бела Чикош Сесија. У та турбулентна политичка времена пред Први светски рат, бојећи се политичког прогона, отишао је у Италију, у Фиренцу, потом у Рим, где се 1913. године уписао на Instituto Superiori di Belle Arti. Затим се јавио као добровољац у Српску војску на Солунски фронт, али се након неког времена вратио у Рим где је радио као асистент Ивана Мештровића. После тога је поново отишао за Фиренцу, где се дружио и излагао с футуристима Карлом Каром, Ђорђом де Кириком и другима.
По завршетку Великога рата кратко се задржао у Сплиту (1918—1921), а потом је путовао Европом на релацији Беч—Београд—Париз. У Бечу се оженио 1922. године Оливером Вером (рођеном Станковић) (1899-1973), Београђанком, унуком Крсте М. Томановића,, гвожђарског велетрговца и власником најскупљег продатог плаца у новијој историји Београда (на месту некадашње Кафане "Албаније" а данашње истоимене Палате). У периоду од 1923. до 1931. године Тартаља се трајније настанио са супругом и сином проф. Оливијером Тартаљом (1923-2003) у Београду, и то на Обилићевом венцу бр. 28 (сада бр. 22) код породице Симић са којом је био у блиском сродству преко супруге Оливере-Вере (мајка Персида В. Станковић, била је рођена сестра Драге, супруге Василија Симића). У Београду се 1933. године родила и Маринова ћерка Владимира Тартаља-Келемен, историчар.
На позив Владимира Бецића, Тартаља је 1931. године отишао у Загреб и постао професор приправник на Академији ликовних умјетности, а убрзо и доцент (1940). Ванредни професор постао је 1944, а редовни професор 1947. године. Образовао је бројне генерације хрватских и српских сликара. Од 1948. био је члан Југославенске академије знаности и умјетности.
Тартаља је током своје шездесетогодишне уметничке каријере имао 30 самосталних и око 270 колективних изложби у Југославији и иностранству. Излагао је и на Венецијанском бијеналу 1940. с тадашњим изабраним југословенским уметницима; сликарем Миливојем Узелецем, и вајарем Франом Кршинићем.
У својим раним делима Тартаља је сликао под снажним утицајем постсезанистичког сликарства, што је уосталом и била мода тог времена, а пред крај је дошао готово до потпуне апстракције - до саме ивице фигуративног сликарства. У постимпресионистичком духу насликао је дело Марјан кроз маслине (1920), а у истом духу су настале и слике из бечког периода, бројне мртве природе, Чешљање (1924), а такве су и оне из живота у Паризу; Мали лукобран (1927), Пејзаж (1928).
Тартаља је посебно импресивно сликао самог себе, аутопортрети су постали његов заштитни знак, од оног експресионистичког из 1917. године, до оних из готово апстрактних из 1960их.
Његов рођени брат био је књижевник Гвидо Тартаља.

### Награде
- Животна награда Владимир Назор (1964)[тражи се извор]

### Последње изложбе
- 1975/76. Ретроспективна изложба у Умјетничком павиљону у Загребу.
- 2003. Галерија Кловићеви двори, Загреб